# イレーヌ・ジョリオ＝キュリー
イレーヌ・ジョリオ＝キュリー（Irene Joliot-Curie、1897年9月12日 - 1956年3月17日）は、フランスの原子物理学者。父はピエール・キュリー、母はマリー・キュリー。妹はエーヴ・キュリー。

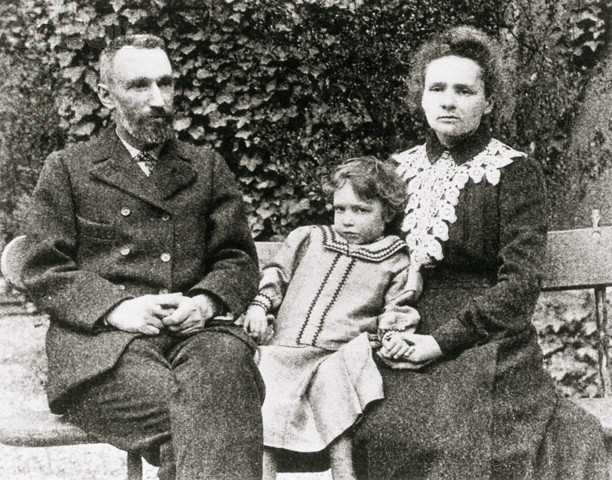
（左から）ピエール、イレーヌ、マリー

パリに生まれ、パリ大学でポロニウムのアルファ線に関する研究で学位を取得。1926年、母マリーの助手だったフレデリック・ジョリオと結婚。1934年に30Pを合成し、1935年、「人工放射性元素の研究」で、夫フレデリックと共にノーベル化学賞を受賞した。

## 生涯

### 生い立ち
1897年、父ピエール・キュリー、母マリー・キュリーの長女として、パリで生まれた。当時、両親は放射性元素の発見に取り組んでいる最中であり、イレーヌが生まれたのは2人がラジウムを発見する前年のことであった。
イレーヌ誕生後、両親は夜になるとイレーヌにつきっきりとなり、マリーは娘の成長を日記につづった。しかし日中はマリーもピエールも実験で忙しかったため、3人が一緒に過ごす時間は限られた。そのためイレーヌは、同居していたピエールの父親である医師のウジェーヌ・キュリーと過ごすことが多かった。
幼い頃のイレーヌは、父ピエールを「ペ(Pé)」、母マリーを「メ(Mé)」と呼び、母親に対する独占欲が強かった。その当時にキュリー家を訪れた知人は、マリーやピエールと話をしていると、イレーヌが、自分のこともかまって欲しいとたびたび主張してきたことを述懐している。また警戒心が強く、他人とはあまり打ち解けない性格だった。
1903年、両親がノーベル化学賞を受賞し、時の人となった。家には連日取材陣が押し寄せ、当時6歳だったイレーヌも取材の対象になることがあった。1904年、妹のエーヴが生まれた。
1906年4月19日、8歳の時、父ピエールは馬車に轢かれて死亡した。イレーヌはマリーから、父は頭にけがをしたから会うことはできない、と告げられた。イレーヌははじめ、その意味することがのみこめなかったが、やがて理解し、泣きながら母親のもとへと駆け寄った。
ピエールの死によってマリーは非常に大きなショックを受け、しばらく立ち直ることができなかった。その年の秋、マリーは、ピエールの思い出が残る家に住み続けることはできないとして、娘2人と義父ウジェーヌと共に、ソーへと引っ越した。なおイレーヌ自身は後年、幼い頃のことはよく覚えておらず、両親と一緒の生活についてもほとんど記憶に無いと述べている。

### 教育
1906年11月、マリーはピエールの後を継ぎ、ソルボンヌ大学の講師となった。初回の講義にはイレーヌも見学に訪れた。
イレーヌは、パリ天文台近くにある私立学校に通っていた。しかしマリーはフランスの中等教育に不満を持っていたため、イレーヌを中学に入学させなかった。そのためイレーヌは家で祖父ウジェーヌの教育を受け、特にヴィクトル・ユーゴーなどの文学について多くを学んだ。ウジェーヌはその後のイレーヌが抱くことになる政治的な思想などの面で大きな影響を与えている。また、一時期はポーランド人の家庭教師がつけられ、妹エーヴと一緒にポーランド語を学んだ。
さらにイレーヌは、10人ほどの生徒と一緒に、組合学校と呼ばれる授業に参加した。これはマリーが知り合いの学者と協力して作り上げた教育方法で、学者自身が先生となって、それぞれの好みに合わせた教科を教えるというものである。物理はマリー・キュリー、化学はジャン・ペラン、数学はポール・ランジュバンが担当し、生徒たちはそれぞれの家や研究所を移動しながら授業を受けた。この組合学校は2年ほど続いた。
一方でマリーは、教育において体育を重視すべきだという考えを持ち、娘たちに水泳、自転車、乗馬、登山などを体験させ、当時珍しかったスキーも体験させた。イレーヌは、私はフランスで一番古い女性スキーヤーだったと述べている。
旅行などで母親と離れているときは、手紙によって交流した。1907年にイレーヌが出した手紙には、すでに数学の問題に関する記述があり、母と娘の数学への意識の高さがうかがえる。また、祖父ウジェーヌとも手紙をやりとりした。1909年に出した手紙で、イレーヌが「あなたの小さなつまらないイレーヌ」と署名すると、ウジェーヌは、お前はつまらない小さなイレーヌではない、私の大きなイレーヌだ、と返している。ウジェーヌは1910年2月、闘病生活の末に82歳で亡くなった。
組合学校を終えたイレーヌは、大学入学資格試験の2年前になって、セヴィーニ学院に入学した。この学校を選んだのは母マリーの意向で、講義が少なく自由が多いことと、近代的な教育がなされていたことが選んだ理由になっている。学校では数学と物理で特に優れた成績を収めていたため、同級生に対して授業することが許されていた。
1910年から1911年にかけて、マリーはフランス科学アカデミーの会員選挙にあたって、反対派から中傷記事を書かれるなどの被害を受けた。さらに1911年、マリーとポール・ランジュバンとの男女関係が取りざたされ、週刊誌などでマリーを非難する記事が次々に書かれた。こうした報道は、マリーはもとより、イレーヌの心をも苦しめた。一方、同じ1911年にマリーは2度目のノーベル賞を受賞した。スウェーデンで開かれた受賞講演にはイレーヌも同行した。ここでイレーヌは、他の科学者から敬意と称賛を受けるマリーの姿を見て、母の権威や知名度、科学の価値を知った。

### 第一次大戦
1914年夏、ヨーロッパの情勢が悪化してくると、マリーはイレーヌとエーヴをブルターニュ北部のラルクウェストへと送った。その後まもなく第一次世界大戦が開戦した。イレーヌはパリに残った母親と手紙でやり取りしていたが、数週間後、パリへの侵攻がなさそうだということが分かると、マリーは娘たちにパリに戻る許可を与えた。
大戦中、マリーは負傷者を治療するため、放射線治療車を用意して各地を回っていた。イレーヌもパリに戻ると放射線治療の方法を学び、1914年11月からマリーの助手として治療にあたった。このとき、イレーヌは17歳だった。人材不足だったこともあって、イレーヌはやがて1人でX線検査の仕事を任されるようになった。また、イレーヌはマリーとともに、X線撮影技師を養成するための任務にもついた。さらにこれらの仕事の合間をぬって、学士号取得の準備をした。

### 研究所入所

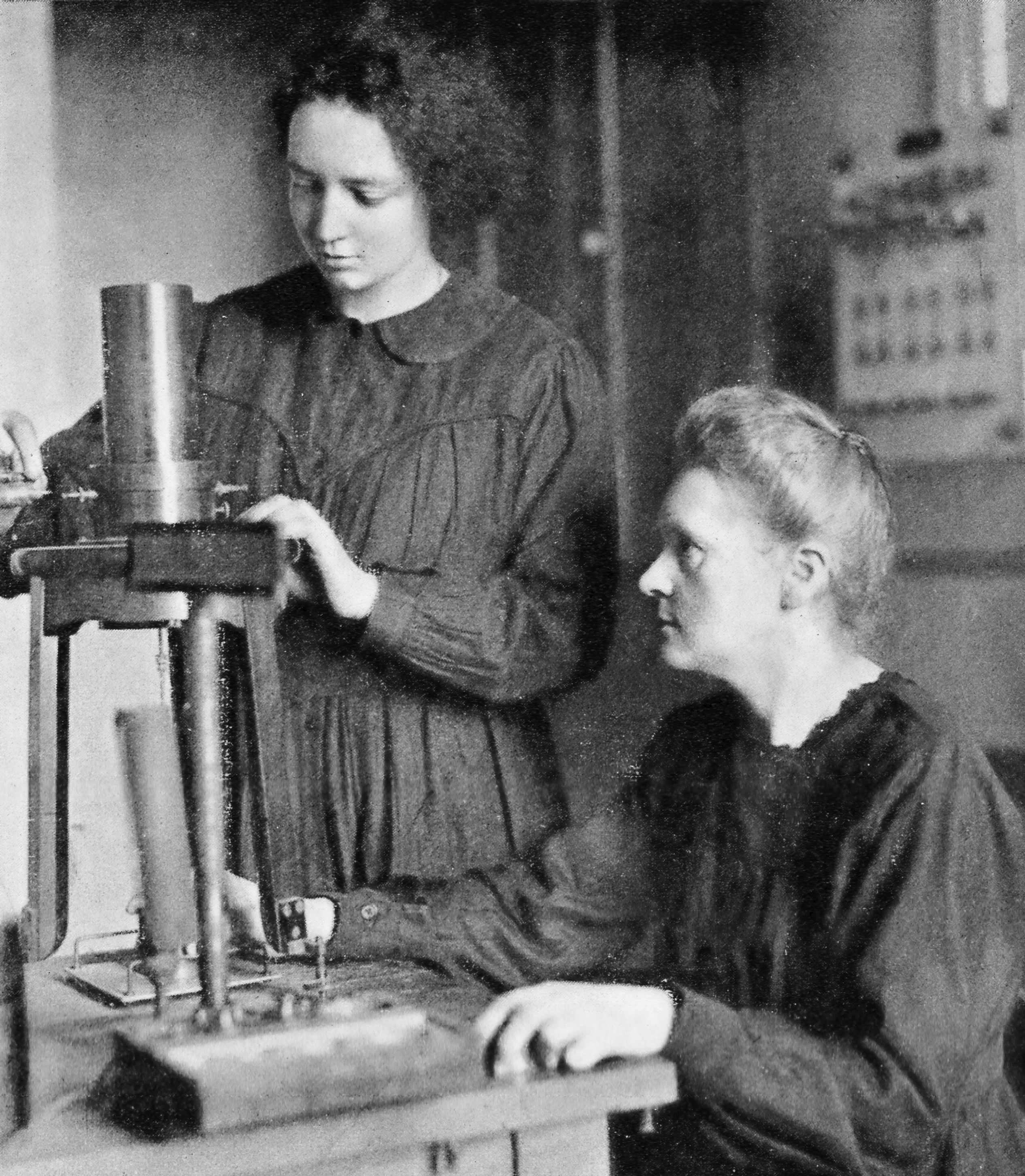
イレーヌとマリー。1925年。

1918年、第一次大戦が終わると、イレーヌはマリーの研究所に、マリーの助手として入った。イレーヌはそこではじめに、鉱物中の塩素の原子量を求める実験に取り組んだ。イレーヌは研究所の中でも数学や物理の知識については目立ったものがあり、その落ち着き払った性格や、つねに所長であるマリーのそばにいて優遇されていたこともあって、同僚からは王女と呼ばれたりもした。
当時、研究所には放射性物質であるラジウムが1グラムしかなく、マリーはその不足に頭を抱えていた。しかしアメリカの人々による募金によって、ラジウムが無償提供されることになり、1921年、マリーはイレーヌとエーヴを連れて渡米した。そしてアメリカでマリーは大歓迎を受けたが、連日の歓迎行事にマリーは疲れ、体調が悪化してしまった。そのためイレーヌやエーヴがたびたび代理で出席してあいさつなどをした。イレーヌはこのアメリカ旅行で、ニューヨークの光景やグランド・キャニオンなどを見て感銘を受けた。
帰国後、イレーヌはマリーとともに研究を続けながら学位取得のための準備をして、1925年3月に試験を受けて学位を得た。このとき発表した内容はポロニウムのアルファ線についての研究で、会場となったソルボンヌ大学の講堂には1,000人もの聴衆が訪れた。有名なマリー・キュリーの娘であるイレーヌの学位取得は大きな話題となり、フランスのメディアのほか、アメリカのニューヨーク・タイムズなどでも報じられた。このとき、科学の道を進むことは女性にとって負担にならないかと記者に問われ、それに対して、自分は科学への適性について男女に差は無いと思っている、と答えている。取材が相次いだため、マリーはイレーヌを連れて一時アルジェリアへと旅行に出かけた。

### 結婚と共同研究
1925年、マリーの研究所に助手としてフレデリック・ジョリオが雇われた。これはポール・ランジュバンの推薦によるもので、当時フレデリックは25歳だった。イレーヌとフレデリックはやがて親密になり、1926年10月に結婚した。結婚の儀式はせず、2人とそれぞれの家族は証人と一緒に昼食を食べ、午後からは通常通り仕事に戻った。2人は、結婚直後はマリー、エーヴと同じ住居で暮らしたが、やがてカルチエ・ラタンのアパートに引っ越した。
イレーヌはやがて妊娠したため、診察を受けに行くと、医者から肺結核の症状が出ていると告げられた。これは母マリーがイレーヌを産むときに診断されたのと同じ病気だった。
イレーヌは1927年9月17日、長女のエレーヌを産んだ。イレーヌは後にこの出来事について、「わたしにもこんな素晴らしい体験ができるのに、もしこの世に子供を送り出していなかったとしたら、こういう体験をしなかったことを一生悔やむでしょうね」と述べている。医者はイレーヌに、肺の状態が悪いので、静養して、もう子供は産まないように、と告げたが、イレーヌは育児のかたわら仕事にも復帰し、1932年には長男のピエールを産んだ。後年、エレーヌは原子核物理学者に、ピエールは生物物理学者に、それぞれの道を歩むことになる。
結婚後、イレーヌとフレデリックはジョリオ=キュリーという姓を用い、共同で研究成果を発表していった。2人の研究はフランス国内外から注目されるようになり、1933年にはソルベー会議に出席して発表した。
1934年1月、2人はアルミニウムの薄片にアルファ粒子を衝突させる実験において、アルファ粒子の発生源を取り去った後でも、引き続きガイガーカウンターが反応することを発見した。すなわち2人は初めて人工的に放射能を作りだしたことになる。2人は早速マリーに電話した。数時間後、マリーは証人役のランジュバンと共に実験室にやってきてこの現象を観察し、大いに喜んだ。
翌1935年、この研究によってイレーヌはフレデリックと共にノーベル化学賞を受賞した。しかしマリーはこの受賞を見ることなく、前年の7月に亡くなっていた。また、イレーヌ自身も1934年から、肺結核の治療のため、毎年一定期間は山で静養することを強いられるようになった。

### 政治との関わり
マリーは生前、自分用とジョリオ=キュリー家用の2軒の家を建てる目的で、パリの南に位置するアントニーに土地を取得していた。イレーヌとフレデリックはノーベル賞受賞後、その土地に家を建て、マリーが住むつもりだった土地はテニスコートとして使った。
1934年ごろ、イレーヌはフレデリックと同じく、反ファシズムのデモに参加した。マリーの死後は、さらに政治活動に積極的になり、1936年にレオン・ブルム内閣が誕生すると、ブルムからの依頼により、科学担当国務次官に就任した。フランスにおいては初めての女性閣僚だった。ただしイレーヌは、この地位に就くことで研究に割く時間がほとんど無くなってしまうことを危惧して、当初から期間限定という条件でこの職を引き受けており、実際、就任から数か月後に辞任した。任期中には、研究予算の増額や、女子学生に対する奨学金や資格試験制度などの待遇を男子学生と同等にすることなどを要求した。
研究面においては、ノーベル賞受賞後にフレデリックとの共同研究は終了し、1936年、母の後任としてパリ大学ソルボンヌ校教授に就任した。イレーヌはそこで講義をするかたわら、引き続きラジウム研究所でも研究を続け、核分裂に関わる研究に取り組んだ。一方でフレデリックはコレージュ・ド・フランスの教授になった。

### 第二次大戦
1939年、第二次世界大戦が開戦し、1940年、パリはドイツ軍に占領された。イレーヌはフレデリックと共にフランスに留まり、レジスタンス運動に参加した。フレデリックはさらにフランス共産党にも入り、一度は逮捕された。戦争中は食糧不足などが響いてイレーヌの結核は悪化していった。そのため、毎年スイスのサナトリウムとフランスとを往復するようになり、そのサナトリウムでの生活も次第に長引くようになってきた。政治状態が安定しない中で夫や子供と離れることになるサナトリウム生活はイレーヌを不安にさせた。国外への移住を勧める声もあったが、自分の研究を守るために断った。
1944年、フレデリックはレジスタンスグループである大学人国民戦線の責任者になった。このことによって身の危険が大きくなったフレデリックは、イレーヌと子供2人をスイスに逃亡させることにした。イレーヌは、長女エレーヌのバカロレア二次試験があることを理由に反対した。そのため、イレーヌと子供2人はいったんモンベリアルまで行き、そこからエレーヌが国境近くの村まで行って試験を受け、その後国境を越えてスイスに入った。国境を越えた日はちょうどノルマンディー上陸作戦が決行された6月6日であった。スイスでは、事前にフレデリックの協力によって逃亡していたポール・ランジュバンと再会した。

### 戦後
戦後、イレーヌは子供たちとフランスに戻り、アントニーの家で再びフレデリックと暮らすようになった。
イレーヌは研究を続け、宇宙から降り注ぐ高エネルギー粒子の問題に特に深い関心を示した。また、1946年にはアンドレ＝ルイ・ドビエルヌの後を継いで、ラジウム研究所の所長になった。一方で女性の権利拡大についても活動し、雑誌にコメントを寄せたり、集会で発表したりした。さらに、1945年12月にはフランス原子力委員会の化学部門の責任者となった。委員会では、委員長となったフレデリックと共に、核の平和利用を説き、フランス初の原子炉となるZOEの開発にも携わった。結核については、ストレプトマイシンの効果により改善し、健康状態は以前と比べると良くなった。
1948年、イレーヌはニューヨークに出かけた際、入国管理局に止められ、エリス島の拘留所に一晩拘留された。夫のフレデリックが共産党員だからという理由である。有名人であるイレーヌの拘留はフランス国内で大きな話題となり、フランス当局は拘留に対して異議を申し立てた。翌日解放されたイレーヌは、ユーモアを交えながら報道陣の質問に答え、自分は共産党員ではないと主張し、さらに、「ここでは共産党よりまだナチスやファシストの方がましだと思うらしいですからね」と言った。
一方、共産党員であるフレデリックの立場は、フランス国内でも悪くなっていった。フレデリックは1950年、フランス原子力委員会の委員長を解任された。イレーヌもその2か月後、契約が更改されず、委員から外された。
1950年、ソ連はフレデリックに対して、第1回国際平和賞を与えた。そのためイレーヌはフレデリックと共にソ連へ行き、クレムリンでの式に出席した。そしてこの旅行が原因で、イレーヌは数か月後にイギリスに行こうとしたときに、ビザを拒否された。

### 晩年
イレーヌは1950年代、5回にわたりフランス科学アカデミーの委員に立候補した。当時のフランス科学アカデミーは会員になった女性がおらず、かつて母のマリーも落選していた。イレーヌはあいさつ回りなどもしたが、結果的に落選し、委員になることはできなかった。さらに、アメリカ化学学会にも入会を申し込んだが拒否された。
イレーヌはオルセーに新しい研究所を造ることに決めた。さらに、ソルボンヌとラジウム研究所での講義も続けた。体調は、肺結核こそ改善したものの、長年の放射能研究により、つねに疲労を感じ、見た目にも顔色の悪さが現れてきた。
1955年、イレーヌはフレデリックとの共同論文を書いた後、年末にクールシュヴェルへ出かけた。クールシュヴェルでは娘のエレーヌとその夫、息子のピエールらと過ごしたが、やがて体調が悪くなり、自宅のあるアントニーに戻り、そのままラジウム研究所近くのキュリー病院に入院した。イレーヌは急性白血病と診断された。
入院後、イレーヌは徐々に衰弱していった。また夫のフレデリックもこのとき体調が悪化しており、病院に見舞いに来ても、長い時間とどまることはできなかった。
イレーヌは病院で古くからの友人に、「死ぬことは怖くないわ。こんなに夢中で送った人生だもの！」と言った。そして1956年3月17日、白血病により58歳の生涯を終えた。イレーヌは国葬により葬られた。また、イレーヌの死の2年後には、フレデリックも肝臓病により死亡した。

### 死後
2001年、フランスの学術研究や科学技術分野における女性の地位を向上させるため、研究担当省によりイレーヌ・ジョリオ＝キュリー賞が創設された。

## 研究内容

### 中性子発見に関わる実験
イレーヌと夫フレデリックは、マリー・キュリーが発見した元素であるポロニウムを抽出し、この試料を使って様々な実験に取り組んだ。
1930年、ヴァルター・ボーテとヘルベルト・ベッカーは、ポロニウムから放出されるアルファ粒子がベリリウムと衝突すると、ベリリウムは非常に貫通度の高い放射線を出すと発表した。この論文を読んだイレーヌとフレデリックは、さっそくこの事実を実験により確かめ、そして、この放射線は水素を含む物体から陽子を追い出すと発表した。
しかしジェームズ・チャドウィックは2人の発表に疑問を抱き、追試して、追い出されるのは陽子ではなく中性子であると主張した。このチャドウィックの主張は他の物理学者によって確かめられ、チャドウィックは後に中性子の発見によってノーベル物理学賞を受賞した。結果としてイレーヌとフレデリックはあと一歩のところで、大きな業績を逃すことになった。

### 人工放射能の発見
イレーヌとフレデリックは1933年、ポロニウムをアルミ箔のそばに置くと、アルミから陽電子と中性子が飛び出してくることを発見した。2人は1933年のソルベー会議でこの実験を発表したところ、リーゼ・マイトナーから、自分は同じ実験をしたが中性子は見つからなかったと反論された。当時から名の知られていたマイトナーからの反論は2人を落ち込ませたが、会議に参加していたニールス・ボーアらの励ましもあって、2人は実験を続けることにした
1934年、2人は実験によって、やはり中性子は発生していることを確かめた。さらにそのうえ、ポロニウムをアルミニウムから遠ざけると、中性子の発生は止まるが、陽電子は変わらず発生し続けることを発見した。アルミニウムの安定した原子から陽子が出てくることはあり得ないので、これはアルミニウムが放射性原子に変化したことを意味する。2人は研究をさらに続け、この反応によってアルミニウムの一部が放射性のリンに変化したことを確かめた。
すなわち、このときの反応は以下のようになる。
{\displaystyle {}_{2}^{4}\mathrm {He} +{}_{13}^{27}\mathrm {Al} \to {}_{~15}^{~30}\mathrm {P} +{}_{0}^{1}\mathrm {n} }
さらに、このときに発生したリンは半減期約3分で陽電子を放出し、シリコンに変化する。
{\displaystyle {}_{15}^{30}\mathrm {P} \to {}_{~14}^{~30}\mathrm {Si} +{}_{1}^{0}\mathrm {e} }

### 核分裂の研究
1930年代後半、科学者の間では中性子を使って新たな元素を作り出す研究が始まっていた。きっかけとなったのはイタリアのエンリコ・フェルミによる実験であり、その後、ドイツのリーゼ・マイトナーも、同僚のオットー・ハーン、フリッツ・シュトラスマンと共同でこの研究を始めた。イレーヌもこの研究に取り組み、1937年、ウランから半減期3.5時間の新たな放射性物質を発見した。イレーヌと、共同研究者であるパヴェル・サヴィッチは、この物質はトリウムの同位体であると発表した。
マイトナーはこの結果に疑問を抱き、追試して、この放射性物質は存在しないことを確かめた。マイトナーはこのことを手紙に記し、イレーヌに送った。またハーンもイレーヌの実験を評価せず、学会でフレデリックに会ったとき、君の妻を批判することは許されないのだが、しかし間違っている、彼女にそう言ってくれ、と伝えた。
イレーヌはいったんこの説を取り下げたが、1938年、この物質はランタンに近い性質をもつとあらためて発表した。このとき、マイトナーはナチスから逃れるために亡命していた。ドイツに残っていたハーンは、イレーヌの論文に興味を示さなかった。しかしシュトラスマンは論文を読み、イレーヌが新しい発見をしたことに気付いた。こうしてマイトナー、ハーン、シュトラスマンの3人はこの件に関して研究することにして、その結果、ウランの核分裂についての理論を打ち立てることになる。またもあと一歩のところで栄誉を逃したイレーヌは、ハーンとシュトラスマンの論文を読んで、「私たちはなんて馬鹿だったの！」と言い、フレデリックと共同研究しなかったことを悔やんだという。

## 人物
子供のころから社交的ではなく、その点においては妹のエーヴと対照的であった。服装や化粧に気を使わず、ノーベル賞の式典でも、周りの女性が着飾っている中で、宝石や装飾品を一切つけずに参加した。また、他人には笑顔を見せず、ぶっきらぼうな態度や言葉づかいで、人と話をしているときにスカートの中からハンカチを取り出して鼻をかむ、などといった行動は、研究所を訪れた人たちを驚かせた。ただし家族や親しい友人のいるときにはくつろいだ表情をみせた。リーゼ・マイトナーは、「イレーヌは、一見したところ無愛想といってもいいくらいだったので、気持ちの暖かさを理解できた人はごくわずかでした」と語っている。ラジウム研究所の研究員は、イレーヌに話があるときは、面会の約束をしなくても、いつでもどんなときでも会ってくれたと証言している。妹のエーヴも、姉は「落ち着いて、いつも機嫌が良い人でした」と述べている。
形式的な儀礼を嫌い、親しくない人と挨拶するのさえ嫌がった。エーヴは、姉は一度も嘘をついたことが無いと証言している。招待状に断りの返事を出すとき、秘書が「残念ながら応じることができません」と書くと、イレーヌは、「私は少しも残念に思っていない」といって書き直させたこともある。
夫フレデリックと同様に、政治的には左翼的な思想に理解を示し、フレデリックはフランス共産党員だったが、イレーヌは婦人同盟員だった。反共産主義の妹エーヴとは思想的に異なっており、エーヴは2人と政治の話はしないようにしていた。イレーヌ自身は、政治的な思想は祖父ウジェーヌの影響が大きいと述べている。なお、イレーヌは生涯、教会に行くことはなかったが、これもウジェーヌの影響によるものである。
またイレーヌは、自分は母マリーよりも父ピエールに似ていて、だからこそ母と良い関係でいられたのだと述べている。フレデリックは、ピエールについての話を人から聞いたり文章で読んだりした上で、イレーヌは純粋さ、良識、落ち着きなどの点で、「父親の生き写しである」と判断している。
母マリーの教育方針もあって、幼いころからスポーツとは身近だったが、その中でもハイキングや水泳を好み、近所の子供たちに泳ぎ方を教えることもあった。
物理学者の湯浅年子が日本からイレーヌのもとを訪れて、研究したいと願い出たとき、イレーヌははじめ、今は入所させることが困難だと断った。しかし湯浅から、父が病気なのでここで研究できなければ帰国すると言われると、しばらく考えてから、フレデリックの研究所に聞いてみると告げ、最終的に湯浅はフレデリックのもとで研究できることになった。湯浅はイレーヌについて、「感情を外にあらわすことを極端にきらわれ、一見冷たいように見えるが、うちには大変繊細で豊かな感情をもっておられる」と述べている。